# سیستم تعویض الکترونیک
سامانهٔ تعویض الکترونیکی (Electronic Switching System) نوعی فناوری است که در مراکز تلفن برای برقراری خودکار تماس‌های تلفنی به‌کار می‌رود. در گذشته، تماس‌ها با استفاده از سوئیچ‌های مکانیکی یا به‌دست اپراتورهای انسانی برقرار می‌شدند، اما با پیدایش این سامانه‌ها، فرایند اتصال خطوط تلفن کاملاً خودکار و با سرعت و دقت بسیار بیشتر انجام شد.
در این سامانه‌ها، همهٔ عملیات برقراری تماس، قطع تماس، شمارش زمان مکالمه، و مدیریت مسیر تماس از طریق مدارات الکترونیکی انجام می‌شود. هنگامی‌که مشترکی شماره می‌گیرد، دستگاه تلفن، ارقام واردشده را به مرکز سوئیچینگ می‌فرستد و مرکز با استفاده از مدارهای الکترونیکی، مقصد تماس را شناسایی کرده و یک مسیر مناسب برای برقراری ارتباط انتخاب می‌کند. سپس تماس به‌صورت خودکار به مقصد وصل می‌شود، بدون آن‌که نیاز به اپراتور انسانی یا حرکت قطعات مکانیکی باشد.
تعویض(سوئیچینگ) الکترونیکی باعث شد که تماس‌ها سریع‌تر، پایدارتر و با امکانات بیشتری مانند انتقال تماس، انتظار مکالمه و نمایش شماره برقرار شوند. این فناوری، پایهٔ شکل‌گیری نسل‌های بعدی مخابرات، از جمله سیستم‌های دیجیتال و شبکه‌های تلفن همراه نیز شد.

## جزئیات
در مخابرات، سیستم سوئیچینگ الکترونیکی (ESS) یک سوئیچ تلفنی است که از الکترونیک حالت جامد، مانند الکترونیک دیجیتال و  کنترل عمومی کامپیوتری، برای اتصال مدارهای تلفنی به منظور برقراری تماس‌های تلفنی استفاده می‌کند. نسل‌های سوئیچ‌های تلفنی قبل از ظهور سوئیچینگ الکترونیکی در دهه 1950 از سیستم‌های کاملاً الکترومکانیکی رله‌ای و مسیرهای صدای آنالوگ استفاده می‌کردند. این ماشین‌های اولیه معمولاً از تکنیک گام به گام استفاده می‌کردند. نسل اول سیستم‌های سوئیچینگ الکترونیکی در دهه 1960 به طور کامل دیجیتال نبودند، بلکه از مسیرهای فلزی رله‌های قمری یا سوئیچ‌های کراس بار استفاده می‌کردند که توسط سیستم‌ های کنترل برنامه ذخیره شده (SPC) کار می‌کردند.
اولین اعلامیه در سال 1955 بود و اولین نصب آزمایشی یک دفتر مرکزی تمام الکترونیکی در موریس، ایلینوی در نوامبر 1960 توسط آزمایشگاه‌های بل انجام شد. اولین سیستم سوئیچینگ الکترونیکی بزرگ‌مقیاس، سیستم شماره یک سوئیچینگ الکترونیکی (1ESS) بل سیستم بود که در می 1965 در سوکاسونا، نیوجرسی به بهره‌برداری رسید. 
فقط سه سال بعد، در سپتامبر 1968، اداره پست بریتانیا اولین تبادل مدولاسیون مدولاسیون کد پالس(PCM) تمام دیجیتال جهان را با نام امپرس افتتاح کرد (سه دهه پس از اینکه دانشمند بریتانیایی الک ریوس سیستم رمزگذاری PCM را اختراع کرده بود بدون اینکه اجزای دیجیتال برای بهره‌برداری کامل داشته باشد). 
کشورهای دیگر که به دنبال رسیدن به پیشرفت‌های فنی بودند، از تکنولوژی‌های فلز-اکسید-نیمه‌رسانا (MOS) و PCM برای گذار خود از تلفن‌های آنالوگ به تلفن های دیجیتال در دهه 1970 استفاده کردند. سیستم‌های سوئیچینگ الکترونیکی بعدی، نمایش دیجیتال سیگنال‌های صوتی الکتریکی روی حلقه‌ های مشترکین را با دیجیتالی کردن سیگنال‌های آنالوگ و پردازش داده‌های حاصل برای انتقال بین دفاتر مرکزی پیاده‌سازی کردند. تکنولوژی چندگانه‌سازی تقسیم زمانی (TDM) امکان انتقال همزمان چندین تماس تلفنی روی یک اتصال سیمی بین دفاتر مرکزی یا سایر سوئیچ‌های الکترونیکی را فراهم کرد که منجر به بهبود ظرفیت چشمگیر شبکه تلفنی شد.